# Cyrtandra apaensis
Cyrtandra apaensis är en tvåhjärtbladig växtart som beskrevs av Brian Laurence Burtt. Cyrtandra apaensis ingår i släktet Cyrtandra och familjen Gesneriaceae. Inga underarter finns listade i Catalogue of Life.